# Узконадкрылка зелёная
Узконадкрылка зелёная, или зеленоватая узконадкрылка (лат. Oedemera virescens) — вид жуков-узконадкрылок. Жуки встречается на цветах. Личинки развиваются в трухлявой древесине или в сердцевине травянистых растений.

## Описание
Жук длиной 8—12 мм. Окраска жука зелёная, редко тёмно-синяя или бронзовая. Глаза без выемки, круглые.Тело покрыто густыми нежными беловатыми волосками. Переднеспинка с ясной срединной бороздкой, поперечными вдавлениями и с выемкой посредине переднего края. Задние бёдра самцов утолщены. Надкрылья с 4 продольными жилками.